# Velika loža Portorika
Velika loža Portorika je prostozidarska velika loža v Portoriku, ki je bila ustanovljena leta 1885.
Združuje 73 lož, ki imajo skupaj 3.443 članov.